# Chùa Thanh Am
Chùa Thanh Am còn gọi là Thanh Am tự hay chùa Vật là một ngôi chùa cổ tọa lạc tại thôn Tiền, xã Hư Tả, huyện Nam Chân, Trấn Sơn nam hạ, nay thuộc xóm Tiền, thôn Giang Tả, xã Nam Toàn, huyện Nam Trực, tỉnh Nam Định (thường gọi xóm 6, xã Nam Toàn, Nam Trực).
Chùa Thanh Am còn giữ được nhiều mảng chạm khắc thời Lê Trung Hưng có giá trị nghệ thuật cao. Hội chùa được mở vào ngày 14 và ngày 15 tháng 2 âm lịch. Ngoài rước sách, tế lễ đọc kệ, còn có đấu vật của trẻ em, và đô vật trong vùng về biểu diễn chầu thánh và tranh giải.

## Lịch sử
Năm Cảnh Hưng (1740) quân triều đình do Chúa Trịnh Doanh thân làm tướng tiến đánh nghĩa quân của Vũ Đình Dung, có một toán đóng chốt ở thôn Tiền. Nhân dân thôn Tiền cầu khẩn đức Khổng Lộ âm phù che chở cho tránh khỏi nạn binh đao o ép giữa một bên là quân triều đình, một bên là quân khởi nghĩa. Cho đến khi căn cứ của Nghĩa quân gồm 7 làng Cà và 3 làng hóp bị tiêu diệt. Thôn Tiền bình yên không thất thoát gì về người và của. Nhân dân nhớ ơn đức phù hộ, mới chuẩn bị vật tư, đến năm Giáp Tý (1744), niên hiệu Cảnh Hưng thứ 5, đời vua Lê Hiển Tông, khởi công xây dựng chùa Thanh Am.
Vế đối minh hoạ:
Cổ Cảnh Hưng, Giáp Tý ngũ niên tân sáng tạo.
Nghĩa là:
Đời Cảnh Hưng thứ 5 xưa, năm Giáp Tý (1744)bắt đầu sáng tạo.
Chùa kiến trúc kiểu chữ (J đinh). Tiền đường 5 gian, chiều ngang 15 bước, chiều rộng 8 bước. Hậu cung (chuôi vồ) chiều dọc 12 bước, chiều ngang 7 bước. Chùa được sửa lại và tôn tạo năm Tân Dậu (1921) đời vua Khải Định năm thứ 6.
Vế đối minh hoạ: 
Hoàng Khải Định, Tân Dậu lục tải thủy trùng tu.
Nghĩa là: 
Vua Khải Định nay vừa 6 tuổi, năm Tân Dậu (1921) mới trùng tu.
Tương truyền ở đời Lý, có thời gian đức Không Lộ dựng túp lều tranh ở bãi đất cao, đi đơm đó ở các cánh đồng rộng quanh vùng. Ban đồng rỗi Người thường dạy trẻ em mục đồng môn võ vật. Sau khi đức Không Lộ tịch và hiển thánh, thì trẻ con ở thôn Tiền chống gạch làm chùa trên nền lều tranh để khi đi chăn trâu bò thì thắp hương, và tụ tập đấu vật để tưởng nhớ ơn Người.

## Trong thơ ca và câu đố cổ
Một vùng nước bạc mênh mang
Nổi lên một bãi giữa đồng Khoi ta
Có người quê ở nơi xa
Tới đây đơm đó, tối là đơm cua
Tép tôm có bán, không mua
Cứu dân độ thế, dựng chùa Thanh Am
Một vùng trời đất mênh mang
Hoa đồng cỏ nội trời nam khôn tìm
và
Danh chấn Nam thiên lưu bảo khí
Thanh truyền bắc địa hoán kim ngưu
Vang dội trời nam lưu bảo khí
Tiếng truyền đất bắc gọi trâu vàng
Chùa Thanh Am tục gọi chùa Vật thờ vị thánh Thánh tổ thứ hai, và vị thánh tổ thứ 3, trong Ba vị Việt Nam tam thánh tổ đời Lý.
- Dệu hiệu của thần là:

Nam thiên Thánh tổ Không Lộ, huyền hiệu, hinh thông, hiển ứng đại pháp thiền sư tôn thần.
- Gia tăng:

Trác vĩ - Dực bảo trung hưng - Thượng đẳng thần.
Nam thiên Thánh tổ Giác Hải, huyền diệu, linh thông, hiển ứng đại pháp thiền sư tôn thần.
- Gia tăng:

Trác vĩ - Dực bảo trung hưng - Thượng đẳng thần.

### Một số câu đố cổ
Xuất quỷ nhập thần pháp diệu đằng vân giá vũ
Thông thiên đạt địa đạo cao phục hổ hàng long.
Tạm dịch: 
Ra quỷ vào thần phép khoé đằng vân giá vũ
Thông trời suốt đất đao cao bắt cọp hàng rồng.
— 
Danh chấn Nam bang lưu bảo khí
Thanh truyền Bắc quốc hoán kim ngưu.
Tạm dịch: 
Vang dội trời Nam còn bảo khí
Tiếng truyền đất Bắc gọi trâu vàng.